# Вишњик (Модрича)
Вишњик је градско насеље у Модричи.

## Црква Покрова Пресвете Богородице
У насељу се налази храм Српске православне цркве посвећен Покрову Пресвете Богородице. Изградња цркве је започета 25. августа 2005, а темељи су освештани 14. септембра 2005. Храм се састоји од пет купола, а његове димензије су 26 са 14 метара, и један је од највећих у Српској. Висина храма је 52 метра.

### Освештење храма
Патријарх српски Иринеј је 9. октобра 2011. боравио у Вишњику и том приликом служио свету архијерејску литургију и освештао храм. Саслужење су служили епископ моравички Антоније, епископ будимљанско-никшићки Јоаникије и епископ зворничко-тузлански Василије. Свечаности је присуствовао председник Републике Српске Милорад Додик, председник Владе Републике Српске Александар Џомбић, други званичници и више хиљада људи. Током свечаности, председник Републике Српске Милорад Додик је одликовао патријарха српског Иринеја Орденом Републике Српске на ленти.

## Становништво
У насељу је 2011. забиљежено 2.000 становника, од којих су већина избјеглице из Федерације БиХ које су се доселиле 1995.